# Porthetis carinata
Porthetis carinata är en insektsart som först beskrevs av Carl von Linné 1758.  Porthetis carinata ingår i släktet Porthetis och familjen Pamphagidae. Inga underarter finns listade i Catalogue of Life.